# ریپون، کبک
ریپون (به فرانسوی: Ripon) شهری در منطقه شهری پاپینو ناحیه اوتاوه در استان کبک کانادا است. در سرشماری سال ۲۰۱۱ این شهر ۱٬۳۸۹ نفر جمعیت داشته‌است و مساحت آن ۱۴۰٫۵۷ کیلومتر مربع است.